# Kalpetta
Kalpetta es una ciudad, pueblo y municipio importante en el distrito de Wayanad del estado indio de Kerala . Kalpetta es la sede del distrito de Wayanad así como la sede de Vythiri taluk. Es una ciudad bulliciosa, pueblo rodeado de densas plantaciones de café y té y montañas. Se encuentra en la carretera nacional Kozhikode - Mysore NH 766 (anteriormente NH 212) a una altitud de unos 780 m sobre el nivel del mar. Kalpetta tiene 72 kilómetros de Kozhikode, 140 kilómetros de Mysore, y a 404 kilómetros de Thiruvananthapuram.

## Geografía y Clima
Situada a una altitud de aproximadamente 780 metros (2,560 pies) sobre el nivel del mar, Kalpetta disfruta de un clima templado durante todo el año. La ciudad se encuentra enclavada en los Ghats Occidentales, un sitio de Patrimonio Mundial de la UNESCO conocido por su biodiversidad. La geografía de Kalpetta se caracteriza por colinas ondulantes, densos bosques y extensas plantaciones de café y té.

## Demografía
Según el censo de 2011 la población de Kalpetta era de 31580 habitantes, de los cuales 5636 eran hombres y 5966 eran mujeres. Kalpetta tiene una tasa media de alfabetización del 91,18%, inferior a la media estatal del 94%: la alfabetización masculina es del 94,13%, y la alfabetización femenina del 88,40%.

## Turismo
Kalpetta es una puerta de entrada a varias atracciones turísticas en Wayanad. Algunos de los lugares notables alrededor de Kalpetta incluyen:
1. Pico Chembra: Una de las cumbres más altas de Wayanad, que ofrece oportunidades de senderismo y vistas panorámicas.
2. Lago Pookode: Un tranquilo lago de agua dulce rodeado de bosques, ideal para paseos en bote y picnics.
3. Cuevas de Edakkal: Famosas por sus antiguos petroglifos que datan de la era Neolítica.
4. Cascadas de Soochipara: Una impresionante cascada de tres niveles, perfecta para el senderismo y la fotografía.
5. Presa de Banasura Sagar: La presa de tierra más grande de la India, que ofrece oportunidades para paseos en bote y caminatas en la naturaleza.

## Transporte
Kalpetta está bien conectada por carretera, con la Carretera Nacional 766 pasando por la ciudad, vinculándola con Kozhikode y Mysore. La estación de tren más cercana está en Kozhikode, aproximadamente a 72 kilómetros de distancia, y el aeropuerto más cercano es el Aeropuerto Internacional de Calicut, a unos 85 kilómetros de Kalpetta.

## Educación
La ciudad cuenta con varias instituciones educativas, que van desde escuelas primarias hasta colegios que ofrecen educación superior en artes, ciencias y comercio. Algunas instituciones notables incluyen WMO Arts and Science College y Government College, Kalpetta.